# فيات 500 توبولينو
- فيات 500
- فيات 600

فيات 500، المعروفة باسم توبولينو، هي سيارة إيطالية أنتجتها وصنعتها شركة فيات من عام 1936 إلى عام 1955. الاسم Topolino (يُنطق [topoˈliːno]) أصله إيطالي ويُترجم حَرْفِيًّا على أنه "فأر صغير"، وهو أيضًا الاسم الإيطالي لميكي ماوس.

## تاريخ السيارة
كانت Topolino واحدة من أصغر السيارات في العالم عندما تم إنتاجها. تم إطلاق ثلاثة طرازات في عام 1936، وتم إنتاجها حتى عام 1955، وكلها مع تغييرات ميكانيكية وتجميلية فقط. وقد تم تجهيزها بمحرك 569 سم مكعب رباعي الأسطوانات، وصمام جانبي، ومبرد المياه مركب أمام المحور الأمامي، وبكذا أصبحت سيارة كاملة الحجم بدلاً من سيارة دائرية. كان المبرد موجودًا خلف المحرك مما جعل من الممكن خفض الشكل الأمامي الديناميكي الهوائي في حين كان لدى المنافسين شبكة مسطحة شبه عمودية. ققد سمح شكل مقدمة السيارة برؤية أمامية استثنائية.
استخدم العازل الخلفي في البداية ونابض خلفية ربع إهليلجية، لكن المشترين كثيرًا ما دخلوا بأربعة أو خمسة أشخاص في السيارة ذات المقعدين الأماميين، وفي الطرز اللاحقة تم تمديد الهيكل في الخلف للسماح بزنبركات شبه إهليلجية أكثر قوة.
وبقوة تبلغ حوالي 13 حصانًا، كانت سرعتها القصوى حوالي 85 كم / ساعة (53 ميلاً في الساعة)، ويمكن أن تستهلك وقود يبلغ حوالي 6 لترات لكل 100 كيلومتر من البنزين (39. 2 ميل / جالون). كان السعر المستهدف الذي تم تحديده عند التخطيط للسيارة 5000 ليرة. وكان السعر عند الإصدار 9750 ليرة، على الرغم من أن هذا العقد كان من انخفاض الأسعار في عدة أجزاء من أوروبا، وفي وقت لاحق في ثلاثينيات القرن الماضي، تم بيع توبولينو بحوالي 8900 ليرة. على الرغم من كونها أغلى مما كان متصوراً في البداية، إلا أن السيارة كانت تباع بأسعار تنافسية. فقد تم بيع ما يقرب من 520,000 سيارة.
تم إنتاج ثلاثة طرز. يشترك الطرازان A و B في نفس الهيكل، ولكن محرك الطراز B لديه 16 حصانًا، و 13 حصانًا للموديل A. تم إنتاج الطراز A من عام 1937 إلى عام 1948، بينما تم إنتاج B في عامي 1948 و 1949.
كانت Giardiniera في البداية متوفرة فقط على شكل ما يسمى woodie، أي بإطار خشب الدردار الخارجي والذي كان متوفرا بسبعة ألوان معدنية. عندما تم تغيير اسمها إلى Belvedere، تم استبدال الخشب بالمعدن. وتم إنتاج هذا الطراز بالإضافة إلى سيارة الليموزين المكشوفة ذات المقعدين في فرنسا بواسطة Simca باسم Simca 5، وفي ألمانيا بواسطة شركة NSU-Fiat التابعة لشركة Fiat الألمانية.
وتم تقديم الطراز C في عام 1949 بهيكل أعيد تصميمه وبنفس المحرك مثل الطراز B، وتم تقديمه في إصدارات السيدان ذات البابين والسيدان القابل للتحويل ببابين والعربة بثلاثة أبواب والشاحنة ذات البابين. وفي عام 1952، تم تغيير اسم Giardiniera إلى Belvedere ( برج أو هيكل مرتفع يوفر إطلالة على المنطقة المحيطة، في إشارة إلى فتحة السقف الخاصة به)، إذ تم إنتاج الطراز C حتى عام 1955.
في عام 1955، أطلقت شركة فيات Fiat 600 ذات الدفع الخلفي الأكبر والتي ستصبح أساس التصميم لسيارة فيات 500 الجديدة، نوفا 500.

## قائمة المراجع

### ألبوم الصور

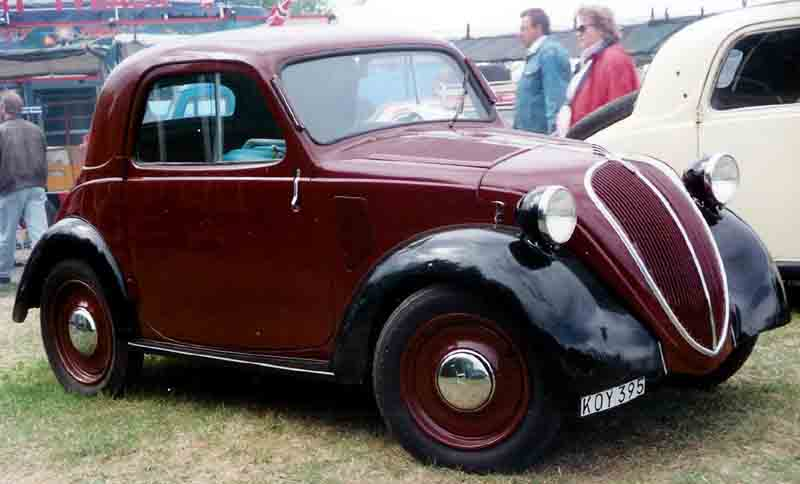
Fiat 500 A saloon 1939
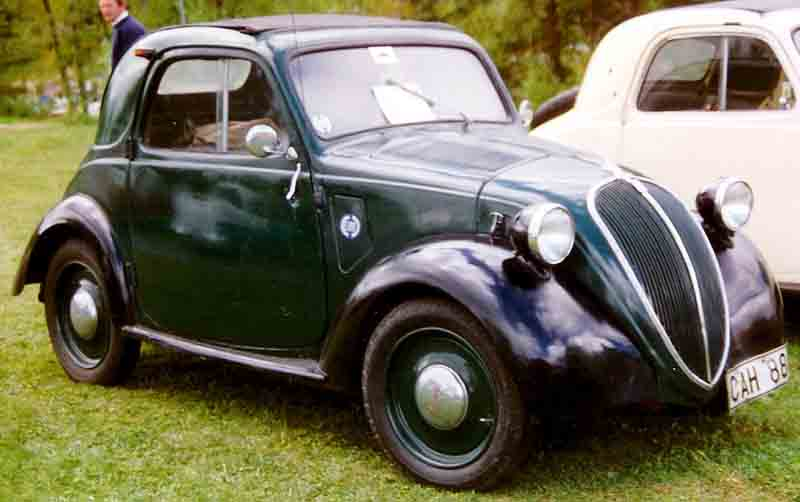
Fiat 500 A convertible saloon 1939
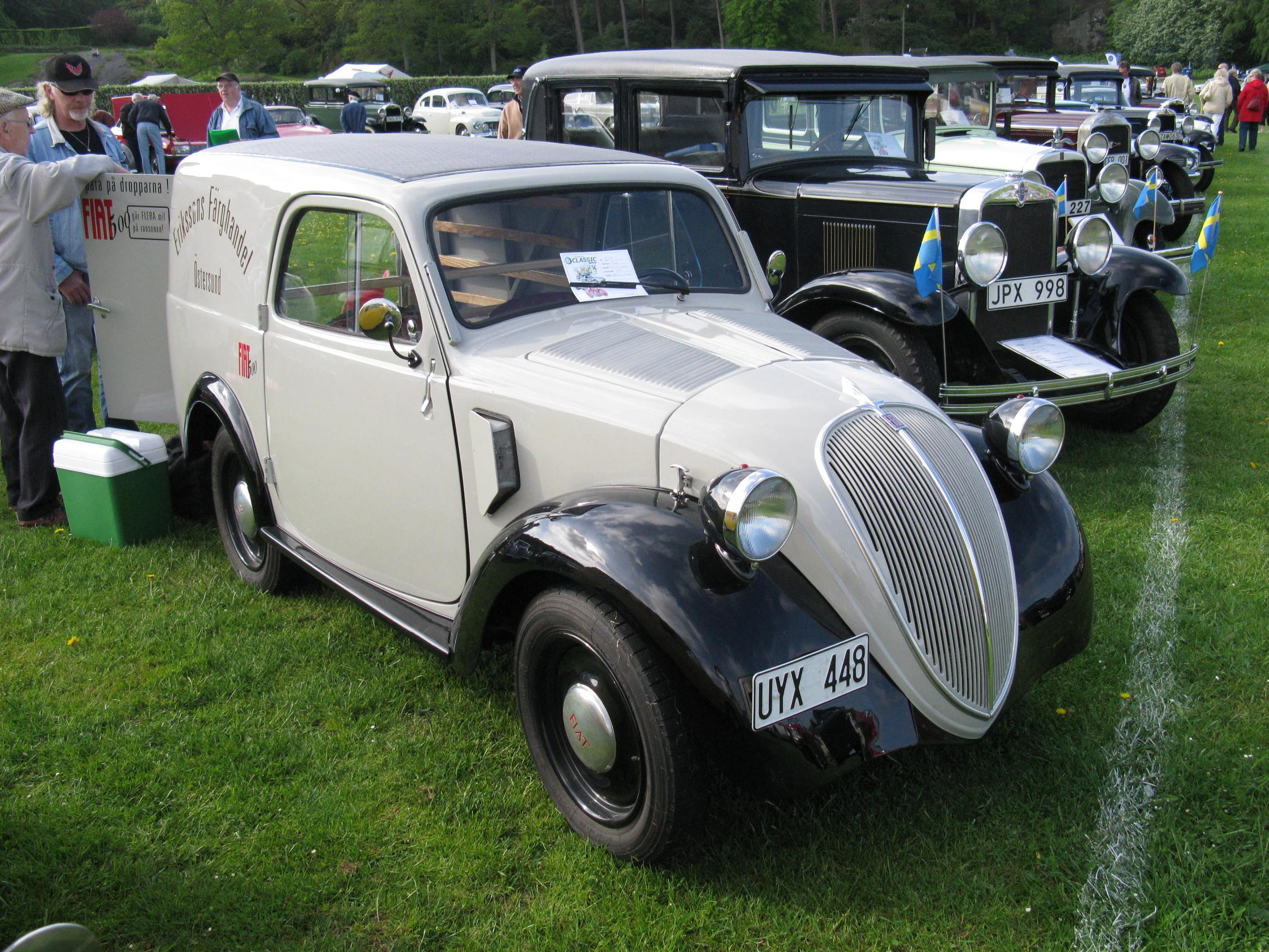
Fiat 500 B van
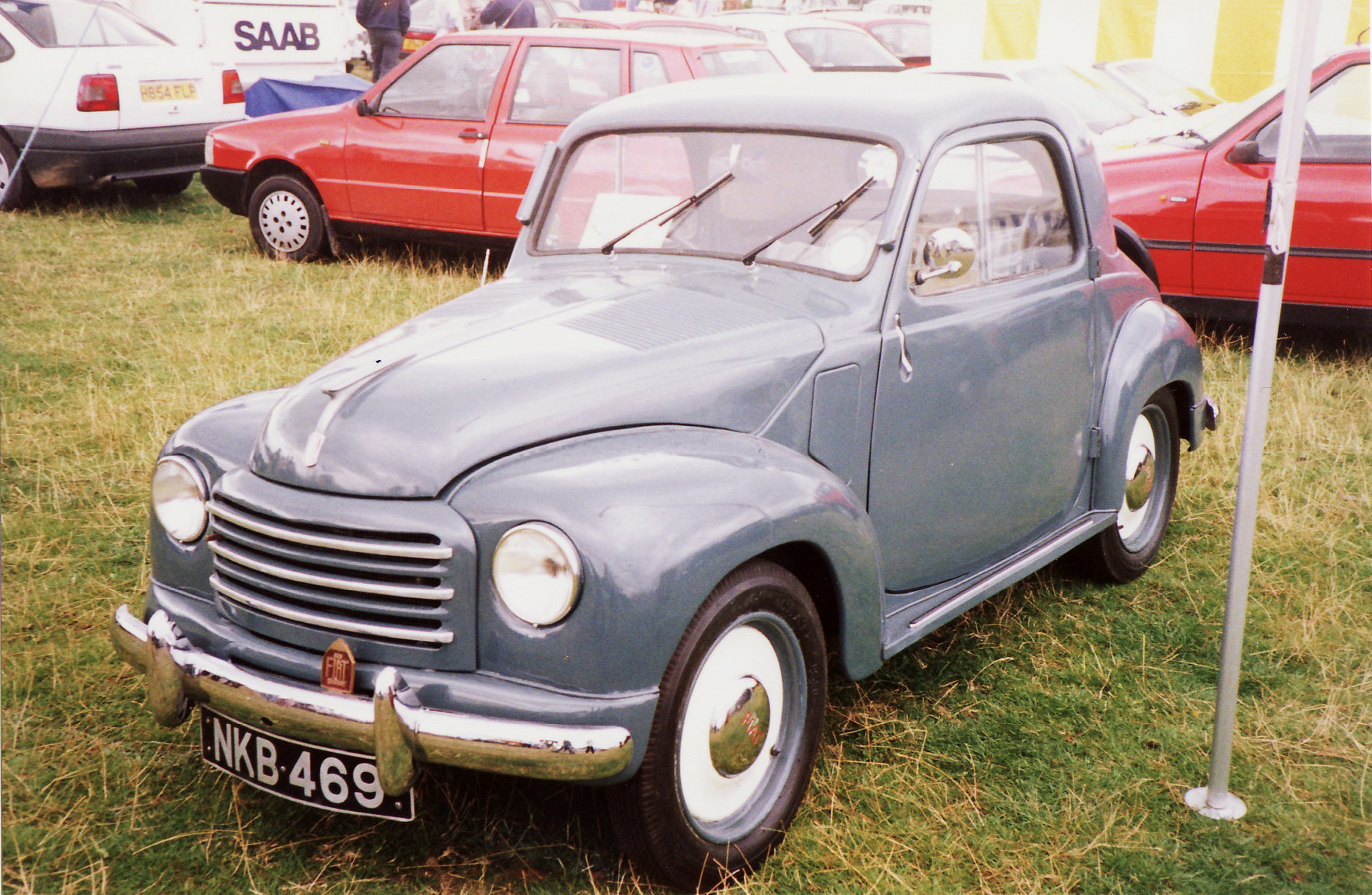
Fiat 500 C saloon 1949
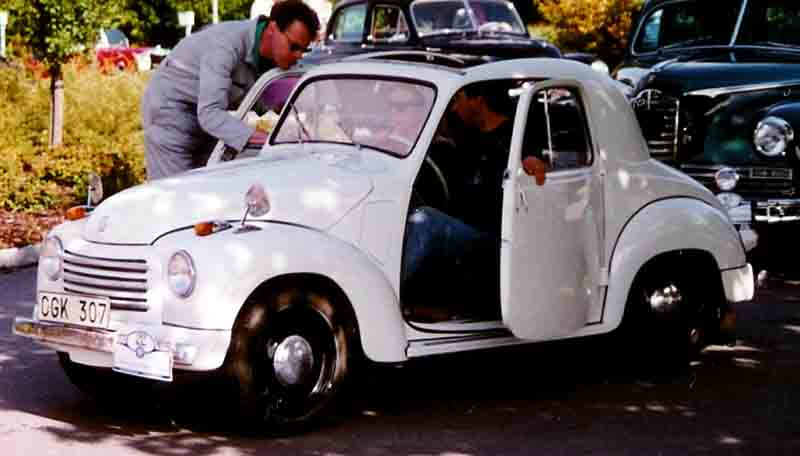
Fiat 500 C convertible saloon 1954
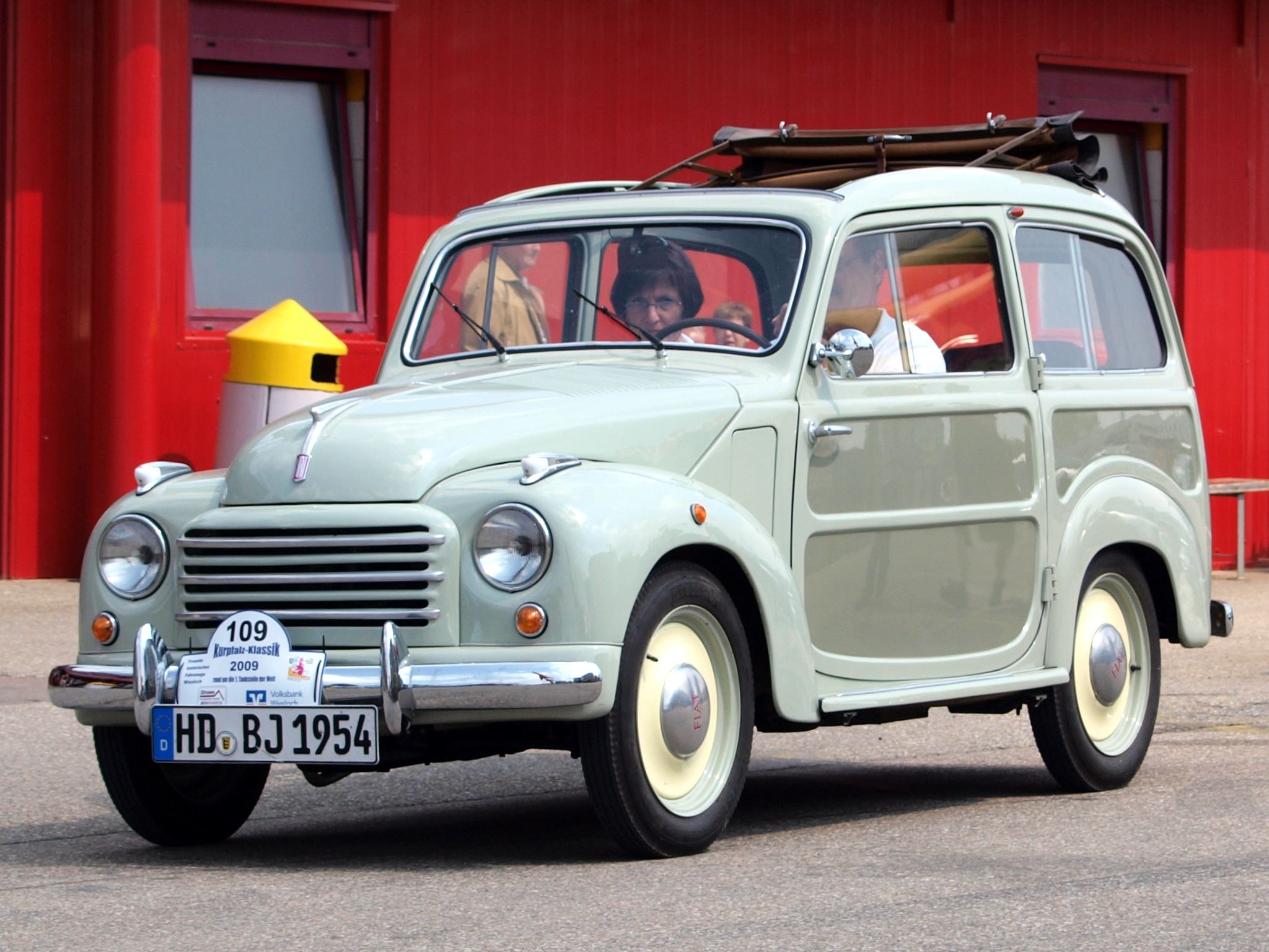
Fiat 500 C Belvedere
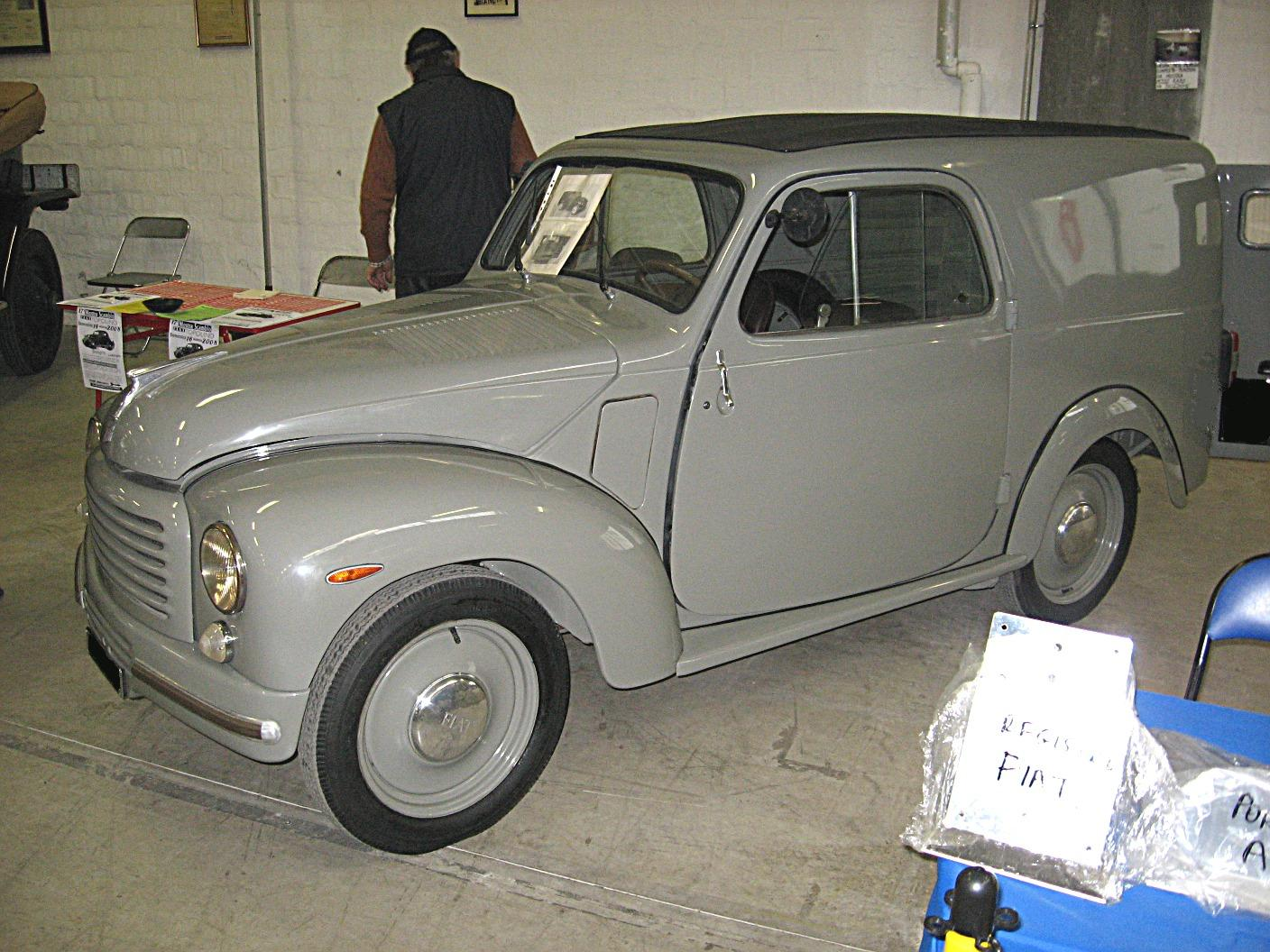
Fiat 500 C van
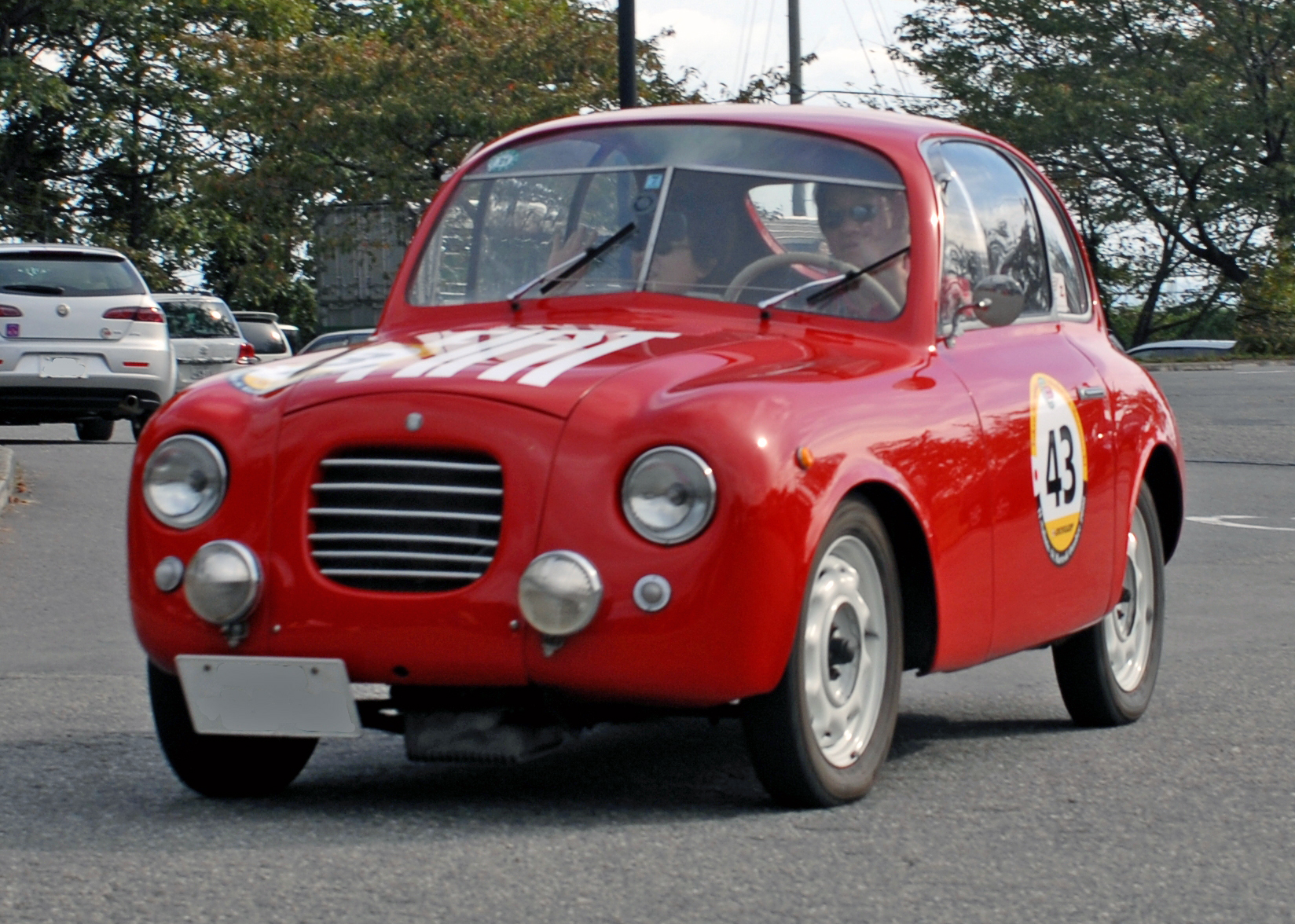
Fiat 500 B Panoramica by Zagato

#### Bibliography
- Fiat—Tutti i modelli del Novecento. Editoriale Domus. ج. I. 2010.